# El Graell (Vic)
El Graell és una masia de Vic (Osona) protegida com a Bé Cultural d'Interès Local.

## Descripció
Es tracta d'una masia de planta rectangular amb planta baixa i dos pisos. La teulada és de teula àrab a dues aigües amb el carener perpendicular a la façana.
Destaca la presència d'una galeria formada per tres arcs -el central és un arc rebaixat mentre que els dels extrems són de mig punt-, tant al primer pis com al segon. A la banda de llevant hi ha un porxo adossat amb teulada a una sola vessant.
Hi ha llindes i brancals de pedra en algunes obertures de la façana. A la llinda de la porta principal hi ha la data 1777.